# Tunnel du Gran Sasso
Le tunnel du Gran Sasso (traforo del Gran Sasso en italien) est un tunnel autoroutier bitube monodirectionnel à double voie emprunté par l'A24, reliant Rome à la mer Adriatique en passant par L'Aquila et Teramo. Le tunnel traverse les Apennins sous le massif du Gran Sasso, dans les Abruzzes. Il est également utilisé comme voie d'accès au laboratoire souterrain de l'Institut national de physique nucléaire.
Long de 10 km, il est le troisième tunnel le plus long d'Italie après le tunnel routier du Fréjus et le tunnel du Mont-Blanc. Il demeure cependant le plus long tunnel routier fait entièrement sur le territoire italien et le plus long tunnel routier bitubes d'Europe.

## Historique
L'histoire du tunnel est liée à l'autoroute A24, dont la conception remonte aux années soixante. En 1963, le projet d'autoroute entre Rome-Giulianova via L'aquila et Teramo, comprenant le tunnel passant sous le massif du Gran Sasso, est approuvé et la construction peut commencer.
Les travaux débutent le 14 novembre 1968 et dureront 25 ans. Les nombreux accidents au cours du chantier coûtent la vie à 11 personnes, et le coût total s'élève à près de 1 700 milliards de lires (en 2017, environ 887 millions de dollars), par rapport aux 80 milliards de lires initialement prévus. En 1975, les travaux sont suspendus en raison de la crise économique. Ils reprennent seulement en 1982 et le tunnel (bidirectionnel à l'époque) est inauguré le 1er décembre 1984, après une cérémonie officielle présidée par le président du Conseil Bettino Craxi.
En 1982 débute la construction du laboratoire souterrain de l'Institut national de physique nucléaire, projet soutenu par le physicien Antonino Zichichi (it). Le laboratoire, plus grand centre de recherche souterrain du monde, se compose d’une installation de surface, située au sein du parc national du Gran Sasso e Monti della Laga, et de vastes installations souterraines situées à côté du tunnel autoroutier.
Le second tunnel est ouvert à la circulation en 1993, permettant de fluidifier le trafic et améliorer la sécurité des automobilistes.

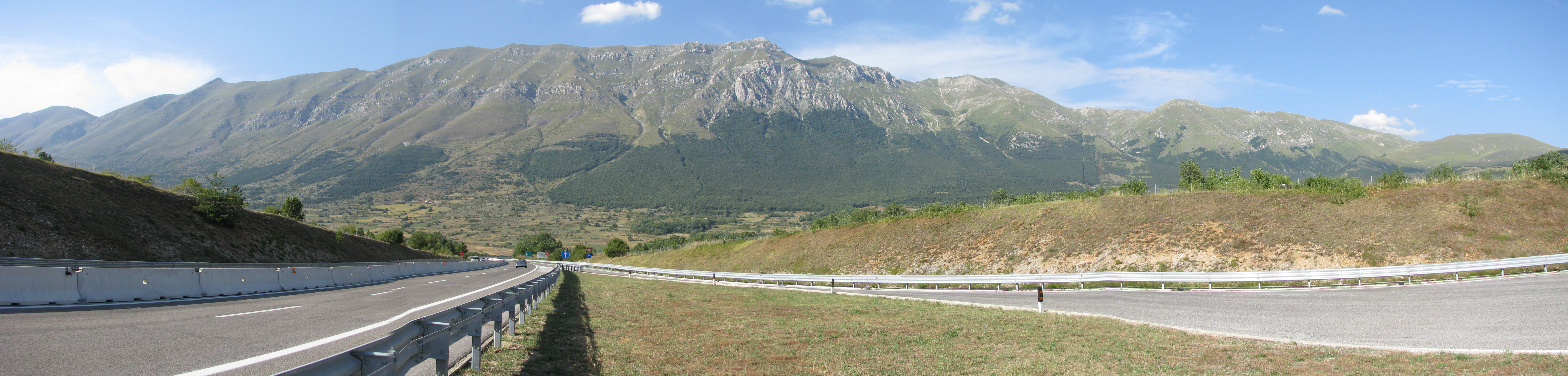
Vue panoramique de l'A24 au niveau du tunnel du Gran Sasso.

## Source de la traduction
- (it) Cet article est partiellement ou en totalité issu de l’article de Wikipédia en italien intitulé « Traforo del Gran Sasso » (voir la liste des auteurs).